# Scoglio della Ghinghetta
Lo scoglio della Ghinghetta  è uno scoglio del mar di Sardegna situato a ridosso della costa sud-occidentale della Sardegna.

Appartiene amministrativamente al comune di Portoscuso.
A partire dal 1912, per segnalare l'ostacolo al traffico marino, sullo scoglio è stato costruito un faro composto da una torre troncoconica a fasce nere e rosse. La lanterna è caratterizzata da segnalazioni bianche e rorre con due lampi ogni 10 secondi.